# União Soviética na Segunda Guerra Mundial

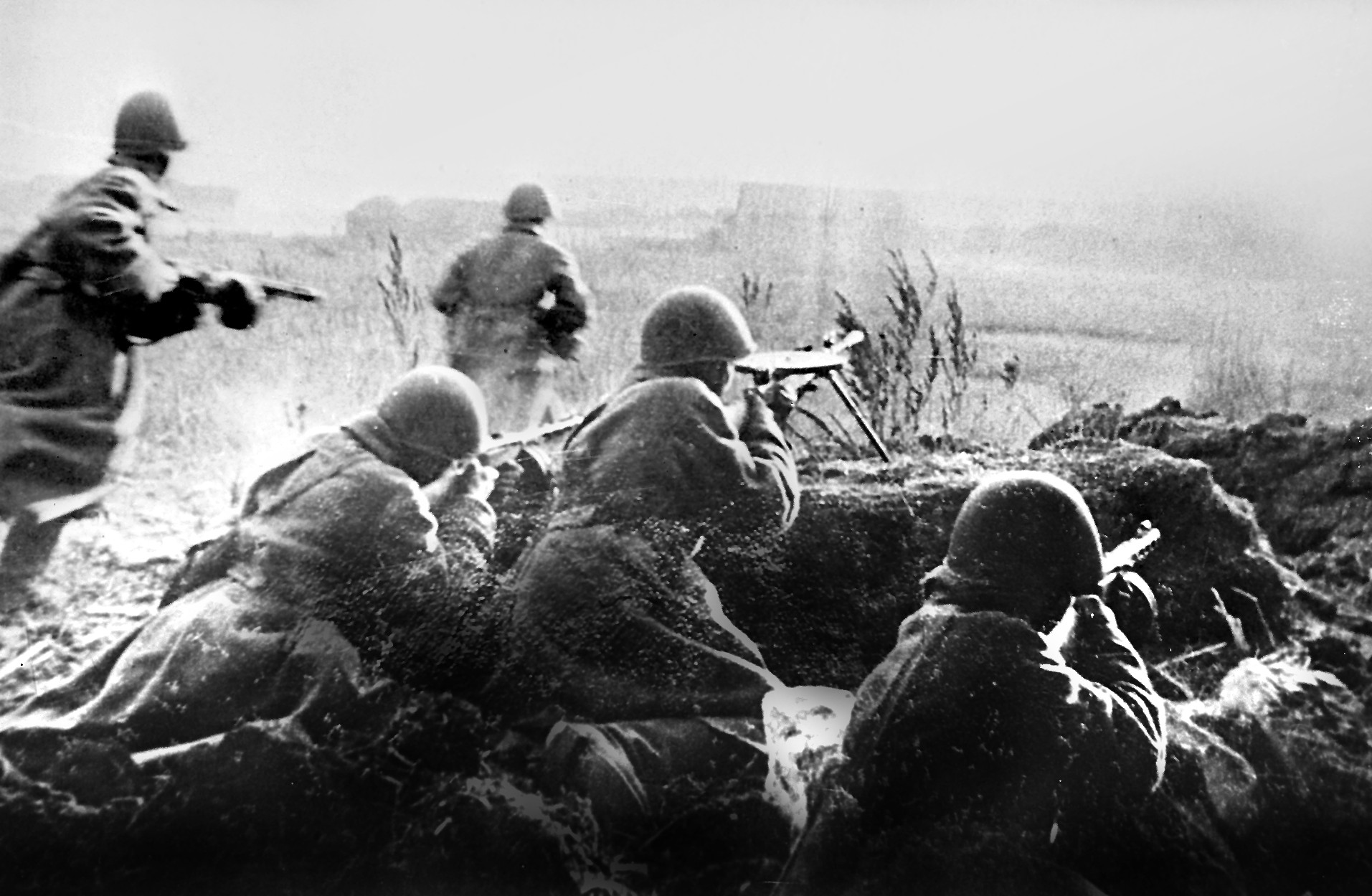
Soldados soviéticos em combate pelo assentamento a noroeste de Stalingrado, em 1942.

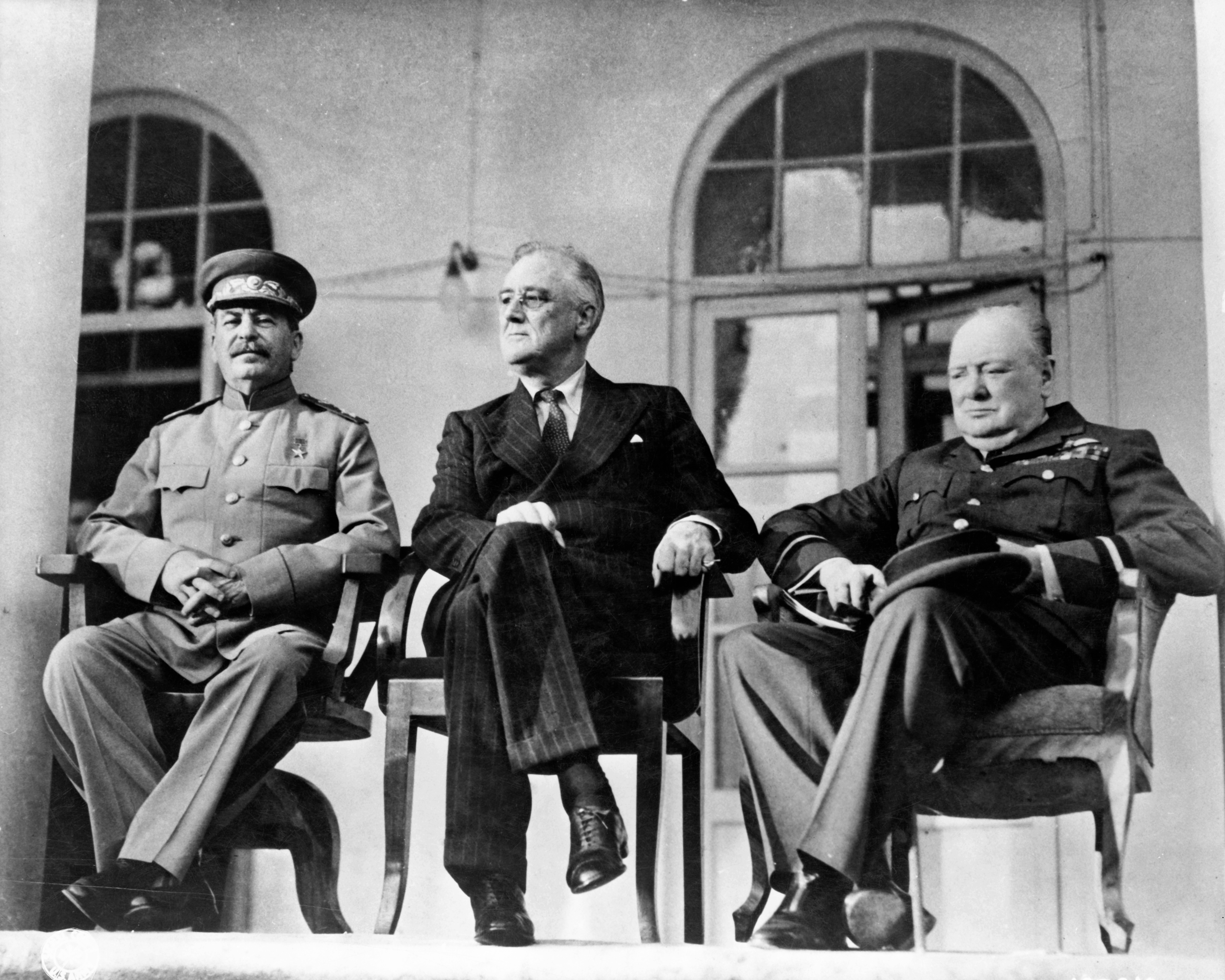
Stalin, Roosevelt e Churchill na Conferência de Teerã

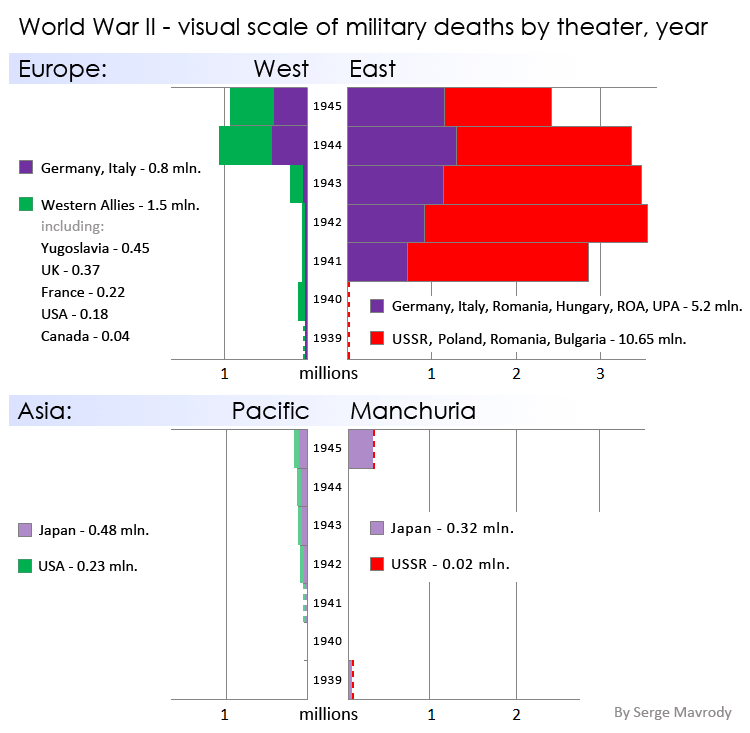
Linha do tempo e baixas militares da URSS na Europa e na Ásia, durante a Guerra.

Anteriormente a Segunda Guerra Mundial, a União Soviética assinou um pacto de não agressão com a Alemanha nazista em 23 de agosto de 1939. Além das estipulações de não agressão, o tratado incluía cláusulas secretas, que previam a divisão dos territórios da Romênia, Polônia, Lituânia, Letônia, Estônia e Finlândia entre as "esferas de influência" alemã e soviética. Entre outubro e novembro de 1940, os alemães e soviéticos iniciaram conversações sobre um possível ingresso no Eixo da URSS, porém as negociações não tiveram resultado prático. 
A Alemanha invadiu a Polônia em 1 de setembro de 1939, iniciando a Segunda Guerra Mundial. Stalin esperou até 17 de setembro antes de iniciar sua própria invasão da Polônia.  Em paralelo decorria a Guerra de Inverno, onde a URSS anexou parte das regiões da Carélia e Salla, na Finlândia. Em seguida veio a anexação soviética da Estônia, Letônia, Lituânia e partes da Romênia (Bessarábia, Bukovina do norte e região de Hertza).  
Em 22 de junho de 1941, Hitler lançou uma invasão da União Soviética, a famosa Operação Barbarrosa. Os soviéticos, com a ajuda da lei do Lend Lease, vinda do Ocidente, conseguiram parar o avanço alemão a cerca de 30 quilômetros do centro de Moscou. Nos quatro anos seguintes, a União Soviética conseguiu avançar na frente oriental, sendo o páis que forçou a capitulação da Alemanha. As principais batalhas travadas nessa contra ofensiva foram a Batalha de Stalingrado e a Batalha de Kursk. 
A maior parte dos combates soviéticos ocorreu na Frente Oriental - incluindo a Guerra de Continuação com a Finlândia - mas também invadiu o Irã (em agosto de 1941) em cooperação com os britânicos e no final da guerra atacou o Japão (em agosto de 1945).

## Pacto Ribbentrop-Molotov

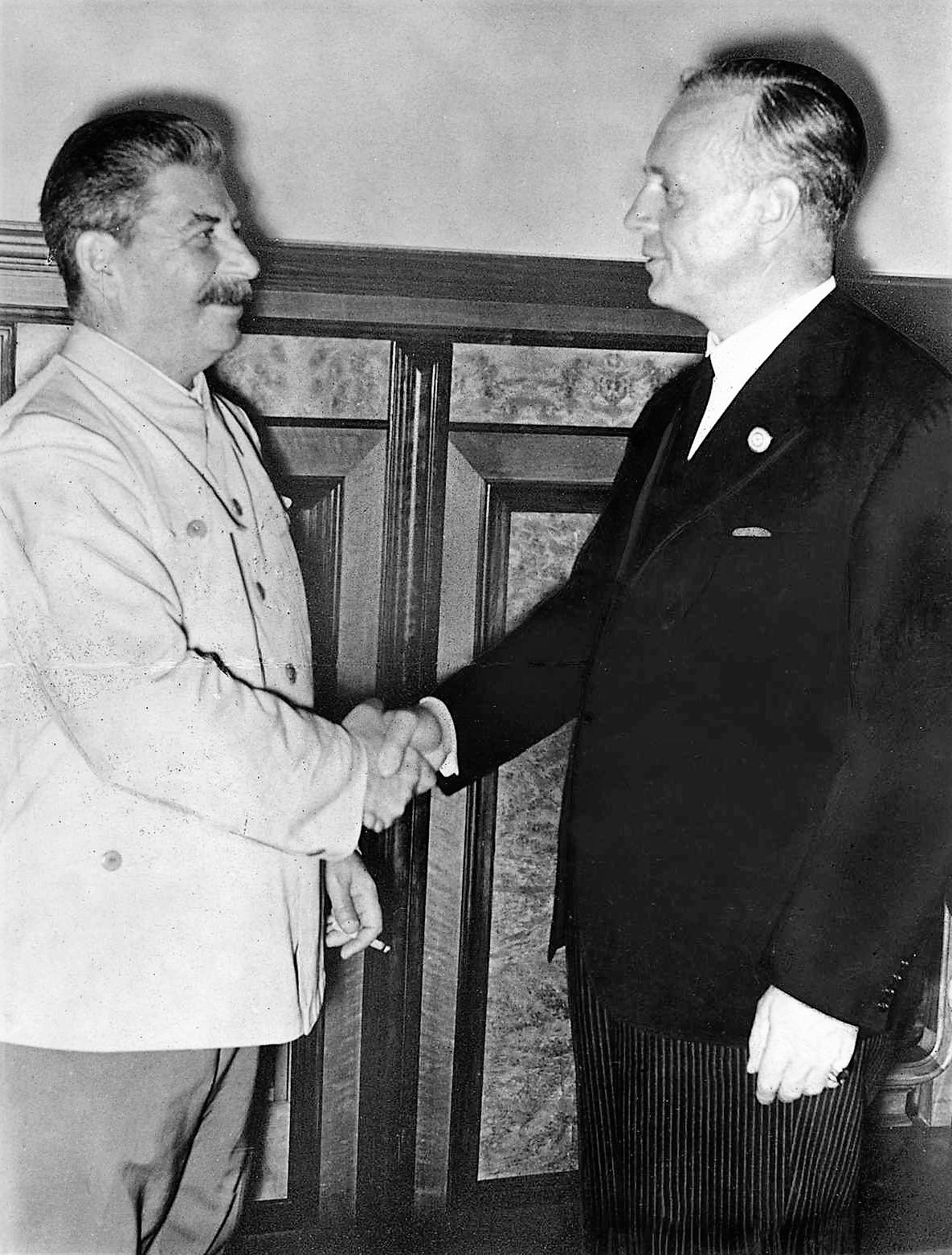
Josef Stalin e Joachim von Ribbentrop, 23 de agosto de 1939.

Em agosto de 1939, Josef Stalin aceitou a proposta de Adolf Hitler, em assinar um pacto de não agressão com a Alemanha Nazista. O tratado foi  negociado pelos ministros das relações exteriores Viatcheslav Molotov para os soviéticos Joachim von Ribbentrop. Oficialmente, era apenas um tratado de não agressão, porém continha um protocolo secreto anexado, que previa a divisão do leste europeu em esferas de influência soviética e alemã. Foi prometida à União Soviética a parte oriental da Polônia, então habitada principalmente por ucranianos e bielorrussos, além da Letônia, Estônia e a Finlândia, com a Lituânia sendo adicionada em um segundo protocolo secreto assinado em setembro de 1939. Outra cláusula do tratado era que a Bessarábia, então parte da Romênia, deveria se juntar a República Socialista Soviética da Moldávia.
Os objetivos estabelecidos no pacto foram alcançados dois dias após o colapso das negociações militares soviéticas com representantes britânicos e franceses em agosto de 1939, sobre uma potencial aliança franco-anglo-soviética. As discussões políticas foram suspensas em 2 de agosto, quando Molotov afirmou que elas não poderiam ser retomadas até que houvesse progresso nas negociações militares no final de agosto, após as negociações terem parado com as garantias para os países bálticos, enquanto as negociações militares sobre as quais Molotov insistia começaram em 11 de agosto. Ao mesmo tempo, a Alemanha - com quem os soviéticos haviam iniciado negociações secretas em 29 de julho - argumentou que poderia oferecer aos soviéticos termos melhores do que a Grã-Bretanha e a França, com Ribbentrop insistindo: "não havia nenhum problema entre o Báltico e o Mar Negro que não pudesse ser resolvido entre nós dois". As autoridades alemãs declararam que, diferentemente da Grã-Bretanha, a Alemanha poderia permitir que os soviéticos continuassem seus desenvolvimentos sem serem molestados, e que "existe um elemento comum na ideologia da Alemanha, Itália e União Soviética: oposição a as democracias capitalistas do Ocidente". Naquela época, Molotov havia obtido informações sobre negociações anglo-alemãs e um relatório pessimista do embaixador soviético na França.
Após discordâncias quanto à exigência de Stalin de mover as tropas do Exército Vermelho pela Polônia e Romênia (sendo que a Polônia e a Romênia se opunham), em 21 de agosto, os soviéticos propuseram o adiamento das negociações militares usando o pretexto de que a ausência de altos funcionários soviéticos nas negociações interferiram nas manobras de outono das forças soviéticas, embora a principal razão fosse o progresso nas negociações soviético-alemãs. Nesse mesmo dia, Stalin recebeu garantia de que a Alemanha aprovaria protocolos secretos ao pacto de não agressão proposto que concederia aos soviéticos terras na Polônia, nos Estados Bálticos, na Finlândia e na Romênia após o qual Stalin telegrafou a Hitler naquela noite que os soviéticos estavam dispostos a assinar o pacto e que ele receberia Ribbentrop em 23 de agosto. Quanto à questão da defesa mútua, alguns historiadores afirmam que uma das razões pelas quais Stalin decidiu abandonar o Ocidente foi a formação de seus pontos de vista sobre a França e a Grã-Bretanha pela entrada no Acordo de Munique e o subsequente fracasso em impedir a ocupação alemã da Checoslováquia. Stalin também pode ter visto o pacto ganhando tempo em uma eventual guerra com Hitler, a fim de reforçar as forças armadas soviéticas e mudar as fronteiras soviéticas para o oeste, o que seria militarmente benéfico nessa então possível guerra.
Stalin e Ribbentrop passaram a maior parte da noite de assinatura do pacto contando histórias, discutindo assuntos globais e fazendo piadas rachaduras sobre a fraqueza do Reino Unido, com a alcunha "lojistas britânicos." Eles também trocaram brindes, com Stalin propondo um brinde à saúde de Hitler e Ribbentrop propondo um brinde a Stalin.

## Divisão da Europa Oriental e outras invasões

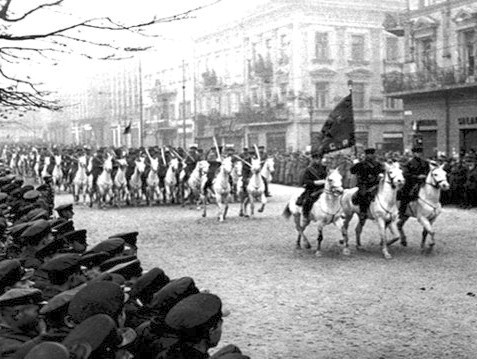
Cavalaria soviética em desfile em Lviv, 1939.

Em 1 de setembro de 1939, a invasão alemã da parte ocidental da Polônia de início a Segunda Guerra Mundial. Em 17 de setembro, cumprindo o acordado no pacto de não-agressão, o Exército Vermelho invadiu o leste da Polônia, movimento realizado em íntima coordenação com as forças alemãs. Onze dias depois, o protocolo secreto do Pacto Molotov-Ribbentrop foi modificado, dando a Alemanha uma parte maior da Polônia, enquanto cedia a maior parte da Lituânia à União Soviética. As porções soviéticas ficavam a leste da chamada Linha Curzon, uma fronteira etnográfica entre a Rússia e a Polônia, elaborada por uma comissão da Conferência de Paz de Paris em 1919.

Depois de capturar cerca de 300 000 prisioneiros poloneses no fim de 1939 e no início de 1940, os oficiais soviéticos realizaram longos interrogatórios com os prisioneiros, que de fato era, um processo de seleção para determinar quem seria morto. Em 5 de março de 1940, de acordo com uma nota enviada a Stalin por Lavrenty Beria, os membros da alta cúpula de comando soviética (incluindo Stalin) assinaram um documento que ordenava a execução de 22 000 militares e intelectuais. Eles foram rotulados como "nacionalistas e contra-revolucionários", mantidos em acampamentos e prisões na Ucrânia ocupada e na Bielorrússia. Isso ficou conhecido como o massacre de Katyn. O major-general Vasili M. Blokhin, executor chefe das forças soviéticas, matou pessoalmente 6 000 dos oficiais poloneses capturados em 28 noites consecutivas, que continua sendo um dos assassinatos em massa organizado mais prolongados por um único indivíduo registrado. Durante seus 29 anos de carreira, Blokhin matou cerca de 50 000 pessoas,  tornando-o ostensivamente o carrasco oficial mais prolífico da história mundial registrada.

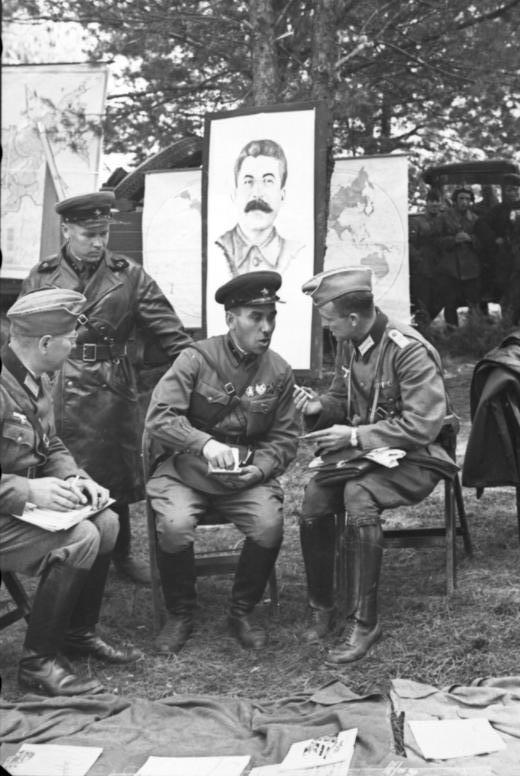
Soldados alemães e soviéticos num desfile em Brest na frente de uma foto de Stalin.

Em agosto de 1939, Stalin declarou que iria "resolver o problema do Báltico" e, a partir de então, forçou a Lituânia, a Letônia e a Estônia a assinar tratados para "assistência mútua".
Depois de tentar, sem sucesso, instalar um governo fantoche comunista na Finlândia, em novembro de 1939, a União Soviética invadiu a Finlândia. O esforço defensivo finlandês desafiou as expectativas soviéticas e, após duras perdas, Stalin estabeleceu uma paz provisória que concedia à União Soviética menos do que total domínio anexando apenas a região leste da Carélia (10% do território finlandês). O número de baixas oficiais soviéticas na guerra ultrapassou os 200 000, porém posteriormente Nikita Khrushchev alegou que poderiam ter sido um milhão. Após esta campanha, Stalin tomou medidas para modificar o treinamento e melhorar os esforços de propaganda nas forças armadas soviéticas.

Em meados de junho de 1940, quando a atenção internacional estava concentrada na invasão alemã da França, as tropas soviéticas invadiram postos fronteiriços nos países bálticos. Stalin alegou que os tratados de assistência mútua haviam sido violados e deu ultimatos de seis horas para a formação de novos governos em cada país, incluindo listas de pessoas para cargos no gabinete fornecidos pelo Kremlin. Posteriormente, as governanças desses países foram liquidadas e substituídas por quadros soviéticos, seguidas pela repressão em massa na qual 34 250 letões, 75 000 lituanos e quase 60 000 estonianos foram deportados ou mortos. Eleições para o parlamento e outros escritórios foram realizadas com candidatos únicos listados, cujos resultados oficiais mostraram aprovação pró-soviética por 92,8% dos eleitores da Estônia, 97,6% dos eleitores na Letônia e 99,2% dos eleitores na Lituânia. As assembleias populares resultantes imediatamente solicitaram entrada na URSS, o que foi concedido. No final de junho de 1940, Stalin dirigiu a anexação soviética da Bessarábia e do norte de Bukovina, proclamando esse território anteriormente romeno como parte da RSS da Moldávia. Ao anexar o norte de Bukovina, Stalin havia ultrapassado os limites acordados do protocolo secreto.

Mudanças territoriais planejadas e reais na Europa Central e Oriental, 1939-1940.

Depois que o Pacto Tripartite foi assinado pela Alemanha, Japão e Itália, em outubro de 1940, Stalin escreveu pessoalmente a Ribbentrop sobre entrar em um acordo sobre uma "base permanente" para seus "interesses mútuos". Stalin enviou Molotov a Berlim para negociar os termos para a União Soviética se juntar ao Eixo e potencialmente desfrutar dos despojos do pacto. Sob orientação de Stalin, Molotov insistiu no interesse soviético na Turquia, Bulgária, Romênia, Hungria, Iugoslávia e Grécia, embora Stalin tenha anteriormente pressionado pessoalmente, sem sucesso, os líderes turcos a não assinarem um pacto de assistência mútua com a Grã-Bretanha, Grécia e França. Ribbentrop pediu a Molotov que assinasse outro protocolo secreto com a declaração: "O ponto focal das aspirações territoriais da União Soviética presumivelmente estaria centrado ao sul do território da União Soviética na direção do Oceano Índico". Molotov assumiu a posição de que ele não poderia tomar uma "posição definitiva" sobre isso sem o acordo de Stalin. Stalin não concordou com o protocolo sugerido e as negociações fracassaram. Em resposta a uma proposta alemã posterior, Stalin declarou que os soviéticos se uniriam ao Eixo se a Alemanha não atuasse na esfera de influência soviética. Logo depois, Hitler emitiu uma diretiva interna secreta relacionada ao seu plano de invadir a União Soviética.

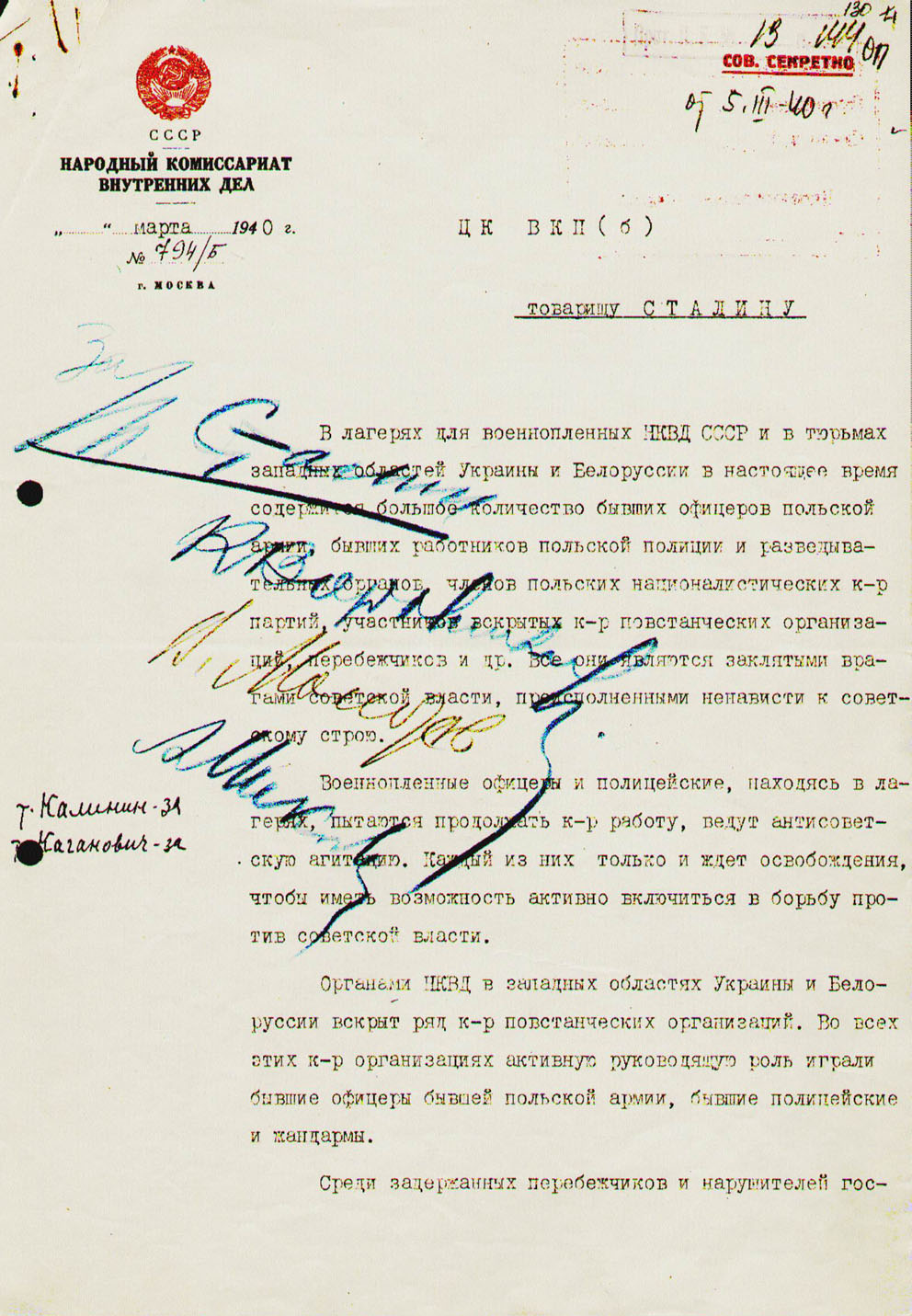
Parte do memorando de 5 de março de 1940, de Lavrentiy Beria a Stalin, propondo a execução de oficiais poloneses.

Em um esforço para demonstrar intenções pacíficas em relação à Alemanha, em 13 de abril de 1941, Stalin supervisionou a assinatura de um pacto de neutralidade com o Japão. Desde o Tratado de Portsmouth, a Rússia vinha competindo com o Japão por esferas de influência no Extremo Oriente, onde havia um vácuo de poder com o colapso da China Imperial. Semelhante ao Pacto Molotov-Ribbentrop assinado com o Terceiro Reich, a URSS assinou o Pacto de Neutralidade Soviético-Japonês com o Império do Japão. Para manter o interesse nacional da esfera de influência soviética no Extremo Oriente, reconheceu diplomaticamente Manchukuo. Além disso, compactuou com as invasões alemãs na Europa e com a expansão japonesa na Ásia. Embora Stalin tivesse pouca fé no compromisso do Japão com a neutralidade (muito por conta das batalhas travadas no início do Século XX), ele sentiu que o pacto era importante por seu simbolismo político, para reforçar um afeto público pela Alemanha antes do confronto militar, quando Hitler controlava a Europa Ocidental e a União Soviética a Europa Oriental. Stalin achava que havia uma crescente divisão nos círculos alemães sobre se a Alemanha deveria iniciar uma guerra com a União Soviética, embora Stalin não estivesse ciente da ambição militar adicional de Hitler.

## Rompimento do Pacto
Na manhã de 22 de junho de 1941, Hitler quebrou o Pacto Ribbentrop-Molotov com a Operação Barbarossa. A invasão do Eixo da União Soviética que iniciou a guerra na Frente Oriental. Antes da invasão, Stalin pensava que a Alemanha não atacaria a União Soviética até que a Grã-Bretanha fosse derrotada. Ao mesmo tempo, generais soviéticos avisaram a Stalin que a Alemanha havia concentrado forças em suas fronteiras. Dois espiões soviéticos, posicionados na Alemanha, "Starshina" e "Korsikanets", enviaram dezenas de relatórios a Moscou contendo evidências de preparação para um ataque alemão. Outros avisos vieram de Richard Sorge, um espião soviético trabalhando  em Tóquio disfarçado como jornalista alemão que havia penetrado profundamente na embaixada alemã em Tóquio ao seduzir a esposa do general Eugen Ott, embaixador alemão no Japão.
Sete dias antes da invasão, um espião soviético em Berlim, parte da rede de espionagem Rote Kapelle (Orquestra Vermelha), alertou Stalin sobre o movimento das divisões alemãs para as fronteiras. Cinco dias antes do ataque, Stalin recebeu um relatório de um espião no Ministério da Aeronáutica da Alemanha de que "todos os preparativos da Alemanha para um ataque armado à União Soviética foram concluídos, e o golpe pode ser esperado a qualquer momento". Ao ler o relatório, Stalin escreveu ao Comissário do Povo o seguinte: "você pode enviar sua 'fonte' da sede da aviação alemã para sua mãe. Esta não é uma 'fonte', mas um desinformador." Embora Stalin tenha aumentado as forças fronteiriças soviéticas para 2,7 milhões de homens e ordenado que esperassem uma possível invasão alemã, ele não ordenou uma mobilização em larga escala de forças para se preparar para um ataque. Stalin achava que uma mobilização poderia levar Hitler a começar prematuramente a guerra contra a União Soviética, que Stalin queria adiar até 1942 para fortalecer as forças soviéticas.
Viktor Suvorov sugeriu que Stalin havia feito preparativos agressivos a partir do final da década de 1930 e estava se preparando para invadir a Alemanha no verão de 1941. Ele acredita que Hitler impediu Stalin e a invasão alemã foi, em essência, um ataque preventivo, exatamente como Hitler alegou. Esta teoria foi apoiada por Igor Bunich, Joachim Hoffmann, Mikhail Meltyukhov. Outros historiadores, especialmente Gabriel Gorodetsky e David Glantz, rejeitam esta tese. Em 2007, no Centro de Patrimônio e Educação do Exército dos EUA, David M. Glantz disse que a teoria de Suvorov é um mito e as evidências que ele usou como planos para um ataque soviético à Alemanha eram na verdade planos para um contra-ataque soviético esquecido no início da guerra.
Nas primeiras horas após o início do ataque alemão, Stalin hesitou em contra-atacar, achando que o ato teria sido cometido por algum general sem a aprovação de Hitler. Relatos de Nikita Khrushchev e Anastas Mikoyan afirmam que após a invasão, Stalin se retirou para sua dacha em desespero por vários dias e não participou das decisões de liderança. Mas algumas evidências documentais de ordens dadas por Stalin contradiz esses relatos, levando historiadores como Roberts a especular que o relato de Khrushchev é impreciso.
Stalin logo tomou o posto de marechal da União Soviética, o então mais alto posto militar do país e comandante supremo chefe das Forças Armadas Soviéticas, além de continuar sendo o primeiro secretário geral do Partido Comunista da União Soviética. Ele presidiu a Stavka, a organização de defesa mais alta do país. Enquanto isso, o marechal Gueorgui Júkov foi nomeado para ser o vice-comandante supremo em chefe das forças armadas soviéticas.
Nas três primeiras semanas da invasão, quando a União Soviética tentou se defender dos grandes avanços alemães, sofreu 750 mil baixas e perdeu 10 mil tanques e 4 mil aeronaves. Em julho de 1941, Stalin reorganizou completamente o exército soviético, colocando-se diretamente no comando de várias organizações militares. Isso lhe deu controle total de todo o esforço de guerra de seu país; mais controle do que qualquer outro líder na Segunda Guerra Mundial.